# 1re Armée canadienne
Pour les articles homonymes, voir 1re armée.
La 1re Armée canadienne fut le commandement des opérations canadiennes en Europe lors de la Seconde Guerre mondiale.

## Création

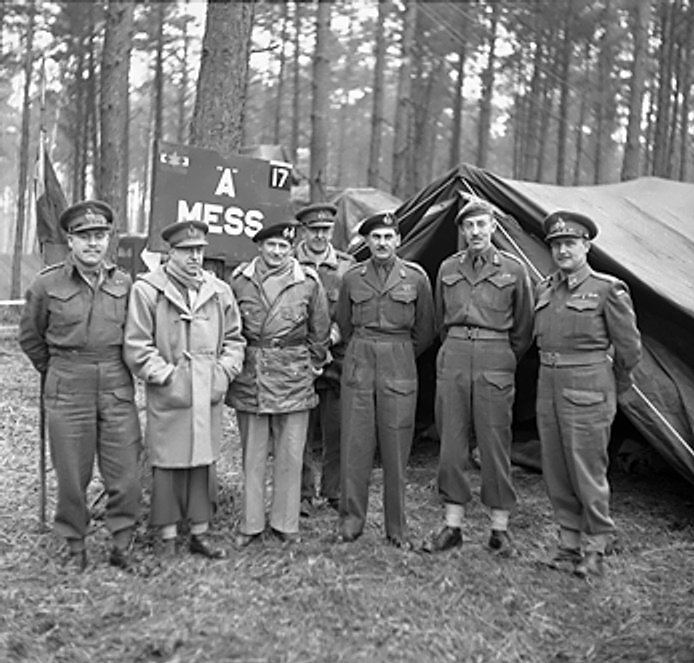
Le Field Marshal Bernard Montgomery visitant les officiers de la 1re Armée canadienne, incluant le général britannique Brian Horrocks.

L'armée a été formée au début de 1942 en vue de remplacer le Corps canadien. Les Forces armées canadiennes au Royaume-Uni, qui s'accroissaient sans cesse, ont entraîné la création de deux corps d'armée. À la fin de 1943, les formations canadiennes au Royaume-Uni se composaient de trois divisions d'infanterie, deux divisions blindées et deux brigades blindées indépendantes. Le premier commandant a été le général Andrew « Andy » McNaughton. Il est remplacé, en 1944, par le général Henry Duncan Graham « Harry » Crerar. Au cours de la Première Guerre mondiale, les deux généraux étaient des officiers d'artillerie de haut rang dans le Corps canadien.
La 1re Armée canadienne était de caractère international. Sous son commandement, on avait le 2e Corps canadien qui comprenait les formations énumérées dans le paragraphe ci-dessus. On comptait également d'autres formations, dont le 1er corps britannique, la 1re division blindée polonaise ainsi qu'à divers moments la division Timberwolf, la brigade Piron, la brigade d'infanterie motorisée royale des Pays-Bas et la 1re brigade blindée tchécoslovaque. Au cours de la dernière phase de la guerre dans le Nord-Ouest de l'Europe, la 1re Armée canadienne constituait la plus importante armée sous l'autorité d'un général canadien. Les effectifs atteignaient environ 105 000 à 175 000 soldats canadiens. Si l'on inclut les soldats d'autres pays, les chiffres approximatifs étaient de 200 000 à plus de 450 000.

## Combats
En 1942, deux brigades de la 2e Division d'infanterie ont effectué le malheureux débarquement de Dieppe (opération Jubilee). À l'exception de cette opération, l'armée n'a pas combattu jusqu'en juillet 1943. En 1943, la 1re Division d'infanterie canadienne, la 1re Brigade blindée canadienne et la 5e Division blindée canadienne sont détachées de l'armée en vue de participer à la campagne d'Italie. Au début de 1944, la 3e Division d'infanterie canadienne et la 2e Brigade blindée ont également été séparées du 1er corps britannique afin de prendre part à la phase d'assaut du débarquement de Normandie. Le 2e Corps canadien a été opérationnel, en Normandie, au début du mois de juillet 1944 lorsque la 2e Division d'infanterie y mettait pied à terre. Le quartier général de la 1re Armée canadienne n'a été établi qu'à la mi-juillet en Normandie. Il a été opérationnel le 23 juillet 1944, tout juste avant l'arrivée de la 4e division blindée canadienne sur le continent.
L'armée a été mise à contribution lors de la bataille de Normandie en menant des opérations à Falaise (opération Totalize, opération Tractable) et en participant à la fermeture de la poche de Falaise. Après avoir atteint la Seine, l'objectif de la première phase de l'opération Overlord, l'armée se déplace le long de la côte vers la Belgique avec la 2e Division d'infanterie, qui avait participé au catastrophique débarquement de Dieppe en août 1942 avant de libérer la ville au début de septembre 1944. La bataille de l'Escaut en octobre et novembre permet l'ouverture du port d'Anvers pour l'approvisionnement des alliés.
La 1re Armée canadienne a tenu une ligne statique le long du fleuve de Meuse à partir de décembre jusqu'en février. Puis, elle lance l'opération Veritable au début du mois de février et réussit à percer la ligne Siegfried pour atteindre les rives de la Rhin au début du mois de mars.
Dans les dernières semaines de la guerre en Europe, la 1re Armée canadienne défait les forces allemandes des Pays-Bas. À ce moment-là, la 1re Division, la 5e Division blindée et la 1re Brigade blindée étaient réintégrées dans l'armée au cours de l'opération Goldflake (en) et, pour la première fois, le 1er Corps canadien et le 2e Corps canadien combattent sous le même commandement.

## Ordre de bataille
- 1er Corps canadien
  - 1re Division d'infanterie canadienne

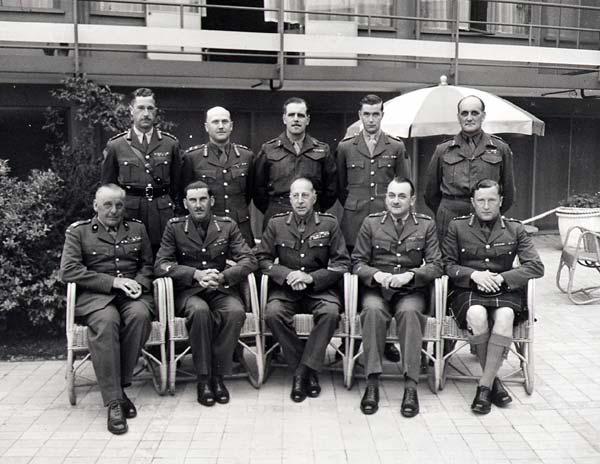
Les généraux de la 1re Armée canadienne à Hilversum dans les Pays-Bas, le 20 mai 1945

  - 1re Brigade blindée canadienne
  - 5e Division blindée canadienne
- 2e Corps canadien
  - 2e Division d'infanterie canadienne
  - 3e Division d'infanterie canadienne
  - 2e Brigade blindée canadienne
  - 4e Division blindée canadienne
  - 1re division blindée polonaise
- 1er corps britannique
  - 6e division aéroportée britannique (jusqu'au 3 septembre 1944)
  - 49e division d'infanterie (West Riding)
  - 51e division d'infanterie (Highland) (jusqu'au 19 décembre 1944)

## Commandants

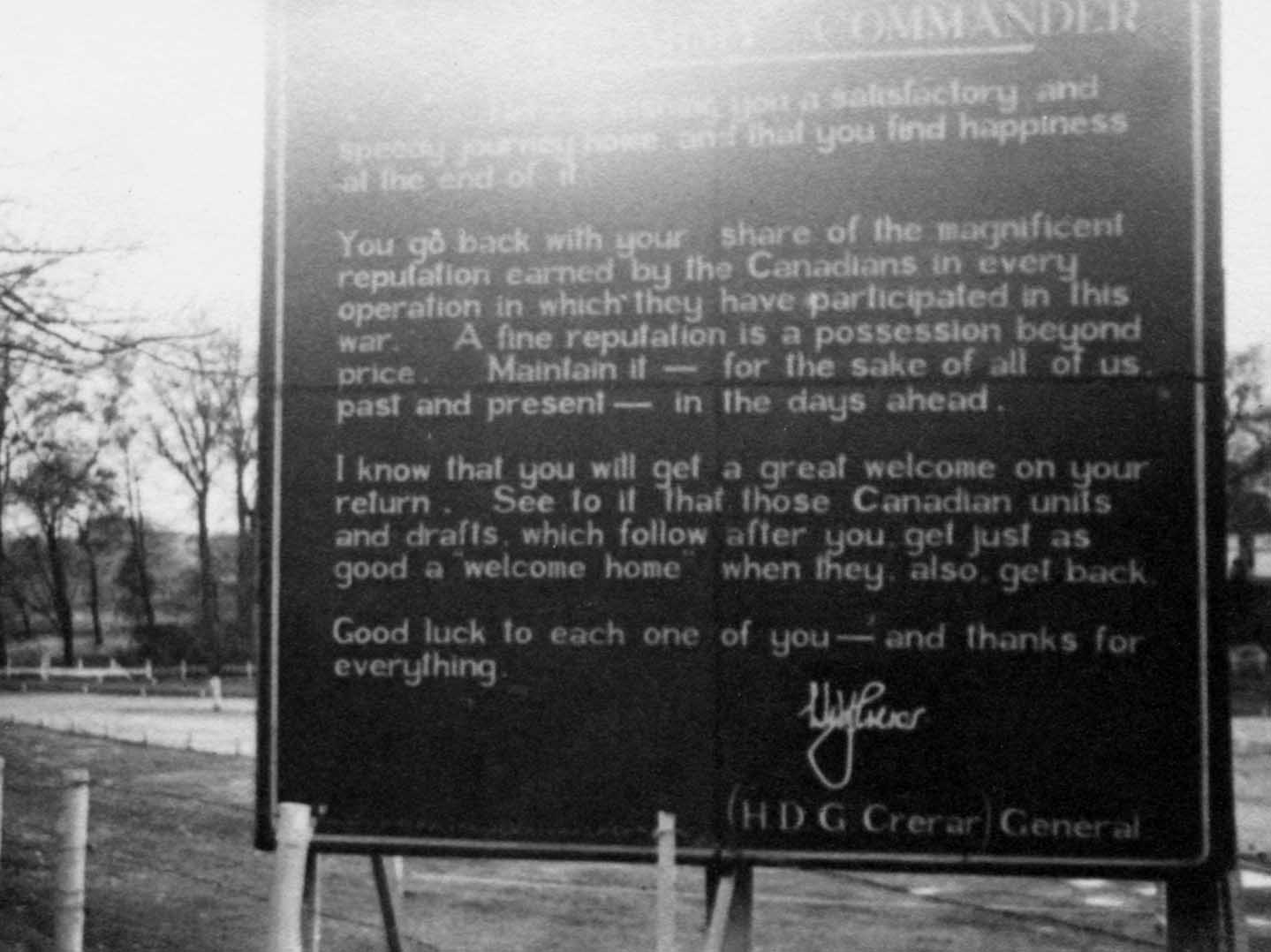
Message d'adieu du général Crerar aux troupes de la 1re Armée canadienne au départ des Pays-Bas en 1945

- Général Andrew McNaughton (commandant de 1942 à mars 1944).
- Général Harry Crerar (commandant de mars 1944 à 1945)[2].
- Lieutenant-général Guy Simonds (remplace le général Harry Crerar du 28 septembre au 7 novembre 1944).